# Ребёнок Иисус, стоящий на коленях перед орудиями Страстей
«Ребёнок Иисус, стоящий на коленях перед орудиями Страстей» (фр. «Jésus enfant agenouillé devant les instruments de la Passion») — картина, находящаяся в частной коллекции в Вандее во Франции и атрибутируемая братьям Ленен или, по мнению некоторых искусствоведов, Матьё Ленену. Открытие картины и выставление её на аукцион для продажи привлекло внимание крупнейших французских и мировых СМИ («Ouest-France», «Le Figaro», «The Epoch Times» и «The Art Newspaper», таких журналов, как французский «Le point» и швейцарский «Вilan»). Специализированные искусствоведческие издания также не обошли своим вниманием находку (например, «Le Quotidien de l’Art» и «La France pittoresque»).

## История обнаружения картины
Размер полотна «Ребёнок Иисус, стоящий на коленях перед орудиями Страстей» — 72 × 59 см. Техника исполнения картины — масляная живопись по холсту. Иисус (по оценке экспертов, ему можно дать возраст от 6 до 8 лет) стоит на коленях, скрестив руки на груди. У него светлые волосы, голубые глаза, чистая кожа, красивые черты лица, розовые щёки, красные губы. На земле рядом с мальчиком стоит кувшин, с помощью которого Понтий Пилат омыл руки после вынесения приговора Христу, лестница, которая будет использоваться для снятия тела Иисуса с креста, солдатский фонарь, который будет погашен в момент смерти Христа, молоток, гвозди и другие атрибуты сцены Страстей… Сумрачный пейзаж и большой тёмный занавес подчёркивают мрачный колорит этой странной сцены.
Семидесятилетняя владелица картины, проживающая в Вандее на северо-западе Франции, решила продать часть своего имущества. В 1950-х годах она получила в подарок от своей бабушки старинную картину небольших размеров, выполненную масляными красками по холсту. Среди всяческой рухляди (по словам самой владелицы), которую она собиралась выставить на продажу по Интернету, именно эта картина, по её мнению, могла представлять немалую художественную ценность и принести значительные деньги. Она связалась по поводу картины с владельцем аукционного дома Rouillac и экспертом Апелляционного суда Филипом Руйяком и его сыном Эмериком Руйяком, прежде известным во Франции журналистом, с 2010 года вместе с отцом работающим в сфере торговли произведениями искусства. Владелица увидела Руйяков по телевидению; в разговоре по телефону она называла картину «Маленький рыжеволосый мальчик». Она сообщила, что ряд парижских аукционистов, к которым она уже обращалась некоторое время назад, не заинтересовались картиной, ссылаясь на слабый интерес рынка к картинам на религиозный сюжет.
Для осмотра картины в Вандею прибыл Эмерик Руйяк. Он увидел картину висящей на стене, сразу определил её сюжет и оценил выдающиеся художественные достоинства. Руйяк попросил у владелицы разрешения взять её в Париж. «Я был очень удивлен, когда увидел её, так как вообще никогда не видел изображения Христа-ребёнка, молящегося кресту», — утверждал позже Филип Руйяк изданию «The Art Newspaper». В столице Руйяки передали полотно для изучения специалисту по живописи эпохи барокко и раннего классицизма Стефану Пинте, сотруднику Кабинета экспертов Эрика Туркина.

## Проблема авторства полотна и его иконографии
Стефан Пинта рассказывал, что уже первый взгляд на картину интуитивно заставил его приписать полотно братьям Антуану, Луи и Матье Лененам. Он был потрясён силой религиозного чувства автора картины. Изучив её с помощью рентгеновского и инфракрасного излучения, Пинта датировал её промежутком между 1642 и 1648 годами, то есть временем раннего детства французского короля Людовика XIV накануне Фронды. Он отказался точно определить авторство одного из трёх братьев, так как, по его мнению, их манера практически неразличима. В пользу авторства Лененов говорят, по мнению специалистов, лицо мальчика, погружённое в медитацию, мягкие светлые волосы и меланхолия в голубых глазах. Эти образы близки, например, изображению ангела в центре «Поклонения пастухов» (Лондон, Национальная галерея), и для изображения мальчика справа в «Крестьянской семье» в Национальной галерее искусств в Вашингтоне.

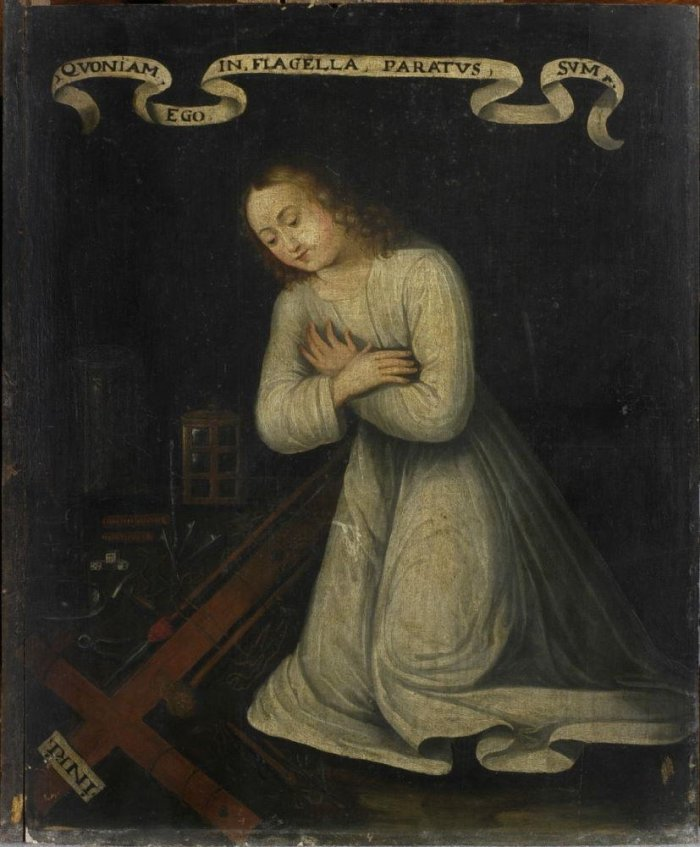
Неизвестный автор. Ребёнок Иисус на коленях перед орудиями Страстей из Музея Сен-Круа

Искусствовед Дидье Рикнер склоняется к авторству Матьё Ленена, но настаивает, что картина должна быть написана до смерти его братьев в 1648 году, так как самостоятельные картины этого художника более позднего периода обладают меньшими художественными достоинствами, чем созданные при жизни Луи и Антуана. Иконография коленопреклонённого и молящегося перед орудиями Страстей ребёнка-Христа является чрезвычайно редкой. Известны всего несколько картин на подобный сюжет. Пример композиции, относящейся к 1-й половине XVII века, близкой к картине Лененов, сохранился в Музее Сен-Круа в Пуатье, это — картина неизвестного мастера «Ребёнок Иисус на коленях перед орудиями Страстей» (фр. «L'Enfant Jesus a genoux devant les instruments de la Passion (titre factice)», размер — 51,7 × 42 см, техника — масляная живопись на дереве, инвентарный номер — 2007.0.2.8). Картина на этот сюжет находится также в церкви Сен-Пьер в Савеньер. Упоминается в описях XIX века также картина, созданная на этот сюжет испанским художником XVII века Бартоломе Эстебаном Мурильо. Ещё одна картина на близкий сюжет, вероятно, была создана нидерландским живописцем XV века Рогиром ван дер Вейденом.
Руйяк и Пинта добились от администрации Лувра разрешения сравнить найденную картину с полотнами братьев Ленен в коллекции музея. «Наша картина очень близка к одной из крестьянских сцен в Лувре», — заявил Руйяк после анализа, добавив, что открытие полотна проливает свет на религиозные убеждения семьи Лененов, позволяя сопоставить их с движением за реформы в католической церкви, направленным на борьбу против Реформации. Картина будет представлена на аукционе 10 июня 2018 года в замке Артини в долине Луары. Она оценивается от 3 до 5 млн евро (по другим данным, только в 1 млн евро) — в три раза больше, чем картина «Святой Иероним», которая должна быть выставлена в апреле 2018 года на аукционе «Кристис» (1 млн долларов). «Наша картина уникальна и удивительна, волшебная и очень редкая, она сохранилась на её оригинальном холсте (последний фактор чрезвычайно важен, сохранившихся подлинных холстов XVII века под картинами Лененов практически не осталось)», — говорит Пинта, добавив, что она реставрируется второй раз после реставрации десять лет назад. Появление полотна на рынке произведений искусства вызвало небывалый ажиотаж. Руйяки сообщили прессе, что ценители искусства из Маастрихта были «словно безумными» (фр. «étaient comme des fous») в своём желании приобрести картину.
Сертификат на картину был запрошен 21 декабря 2017 года, Министерство культуры Франции должно до 21 апреля 2018 года дать официальный ответ о желании приобрести картину или отказаться от её покупки, на которую оно имеет первоочередное право по французским законам.
В 2017 году музей Лувр — Ланс организовал выставку «Тайна Лененов» (исп. «Le Mystere Le Nain»), на которой было представлено 55 из 75 картин, приписываемых трём братьям. Она пробудила широкий интерес к творчеству французских художников. Однако на рынке картин к настоящему времени представлено достаточно мало их работ, а цены сравнительно невысоки. Согласно данным сайта Artnet, самая высокая цена, полученная на аукционе за работы братьев Ленен, долгое время составляла всего 25 тысяч евро (2002 год). Лувр в 2009 году приобрёл картину «Отречение святого Петра» этих художников за 11,5 млн евро. Тем не менее только что открытая картина находится в небольшой частной коллекции, её предыстория неизвестна и вряд ли поддаётся изучению, в то время как «Отречение святого Петра» значительно больше размером и была, вероятно, написана для самого кардинала Джулио Мазарини, к тому же желание крупнейшего государственного музея Франции приобрести картину «Отречение святого Петра», о котором стало известно задолго до начала аукциона, вероятно, стимулировало резкий рост цен на неё на торгах.